# Natriumhydrid
Natriumhydrid (NaH) ist das Hydrid des Natriums, also eine Ionenverbindung, in der Wasserstoff negativ geladen ist und Natrium positiv. 

## Gewinnung und Darstellung
Es wird technisch bei 250–300 °C durch Überleiten von reinem Wasserstoffgas über geschmolzenes Natrium hergestellt. Dabei dürfen weder Wasser noch Sauerstoff zugegen sein.
{\displaystyle \mathrm {2\ Na+H_{2}\longrightarrow 2\ NaH} }

## Eigenschaften

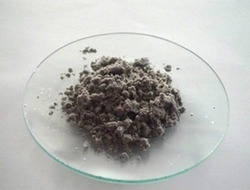
Natriumhydrid

Natriumhydrid ist eine ionische, salzartige Verbindung: Es hat die Struktur eines Ionengitters, das der Natriumchlorid-Struktur ähnelt. Bei Kontakt mit Wasser reagiert es heftig zu Natronlauge und molekularem Wasserstoff, der leicht entzündlich ist. Als Schutz gegen Luftfeuchtigkeit wird Natriumhydrid meist als Mischung von 60 % NaH in Paraffinöl oder Petrolether verkauft.
Es zeigt alle typischen Eigenschaften eines salzartigen Hydrids. So erfolgt mit allen Säuren sofortige, oftmals explosionsartige Bildung von elementarem Wasserstoff. Dies gilt z. B. für die Reaktion mit Wasser, Alkoholen, Ammoniak und Halogenwasserstoffen:
{\displaystyle \mathrm {NaH+H_{2}O\longrightarrow NaOH+H_{2}} }
Reaktion mit Wasser zu Natriumhydroxid und Wasserstoff
{\displaystyle \mathrm {NaH+CH_{3}CH_{2}OH\longrightarrow CH_{3}CH_{2}ONa+H_{2}} }
Reaktion mit Ethanol zu Natriumethanolat und Wasserstoff
{\displaystyle \mathrm {NaH+NH_{3}\longrightarrow NaNH_{2}+H_{2}} }
Reaktion mit Ammoniak zu Natriumamid und Wasserstoff
{\displaystyle \mathrm {NaH+HCl\longrightarrow NaCl+H_{2}} }
Reaktion mit Chlorwasserstoff zu Natriumchlorid und Wasserstoff
Diese Reaktionen sind gleichzeitig Redoxreaktionen; es handelt sich um Komproportionierung.
Die basische Wirkung des Hydrid-Ions nutzt man auch bei der Claisen-Kondensation. Darüber hinaus ist Natriumhydrid ein starkes Reduktionsmittel und wird zur Reduktion organischer Verbindungen eingesetzt.

## Verwendung
Natriumhydrid ist eine starke Base (nach Brønsted ist das Hydrid-Ion die Base), die vor allem in der organischen Synthese Verwendung findet, da sie in der Lage ist, auch schwache Säuren wie z. B. Alkohole zu deprotonieren. Des Weiteren kann Natriumhydrid als Reduktionsmittel verwendet werden, z. B. um aus Disulfiden Thiole zu gewinnen.